# Агрохимия
Агрономическая хи́мия (агрохи́мия) — наука об оптимизации питания растений, применения удобрений и плодородия почвы с учётом биоклиматического потенциала для получения высокого урожая и качественной продукции сельского хозяйства, прикладная наука, составная часть раздела почвоведения.
Агрохимия — также учебная дисциплина о химических процессах в почве и растениях, минеральном питании растений, применении удобрений и средств химической мелиорации почв. Включает определение содержания в почвах и растениях химических элементов, белков, аминокислот, витаминов, жиров, углеводов; установление механического и минералогического состава почв, содержания в них органической части (гумуса), солей, водорослей, микроорганизмов и др. Изучает влияние удобрений на растения и почву.

## Наука
Агрохимия — наука, которая изучает круговорот веществ в системе «почва — растение — удобрения», а также их влияние на качество сельскохозяйственной продукции и проблемы охраны окружающей среды в зоне ведения аграрного сектора экономики государства. Термин Агрикультур химия ввёл в 1813 году английский химик и геолог Хэмфри Дэви.
Агрохимические исследования касаются вопросов воспроизводства плодородия почв, высокоэффективного использования минеральных, органических удобрений, микроэлементов на фоне других средств химизации, изучение агрохимической, экономической, энергетической и экологической эффективности удобрений, их физико-химических и агрохимических свойств, организации системы химизации отраслей агропромышленного комплекса.
Основные разделы агрохимии:
- питания растений, химия почвы и удобрений;
- взаимодействие удобрений с почвой и микроорганизмами;
- применения удобрений под отдельные растения;
- система удобрения в севообороте;
- методика агрохимических исследований;
- химические средства борьбы с сорняками, болезнями и вредителями сельскохозяйственных культур;

Агрохимия является научной основой химизации сельского хозяйства. Она развивается под воздействием требований земледелия и призвана способствовать повышению его культуры. Агрохимия применяет в своих исследованиях методику химического анализа растений, почвы и удобрений, широко пользуется методами лабораторного и полевого опыта, меченых атомов, спектроскопии и хроматографии и другими.

## История агрохимии
Хотя ряд приёмов агрохимии вошли в практику земледелия в глубокой древности и описаны ещё в I веке. н. э.
В земледелии Римской империи применяли навоз, зелёные удобрения, известь, гипс, пепел, хотя их воздействие на плодородие одним из первых попытался объяснить французский художник и естествоиспытатель Палисси, который в 1563 году писал, что «соль является основой жизни и роста всех посевов», а навоз, по его мнению, содержит соли, которые образуются при разложении сена и соломы и при внесении его в почву возвращается то, что было взято ранее. Немецкий химик Иоганн Рудольф Глаубер в XVII веке выдвинул гипотезу, что основным фактором воздействия навоза является селитра, которую уже давно получали из навоза для изготовления пороха. Но только столетие спустя — после открытия азота — было объяснено действие селитры.
Как наука, она начала формироваться в XIX веке, когда сложились основные представления о том, из чего состоят, чем и как питаются растения. Марк Порций Катон Старший в своем труде «Земледелие» отмечал, что хороший уход за полем — это хорошо пахать и хорошо удобрять. Колумелла указывал, что обеднённую почву можно восстановить за счёт внесения навоза, в качестве которого он предлагал применять ещё и куриный помет, и зелёные удобрения.
Как вехи на пути становления агрохимии обычно отмечают опыты Я. Б. ван Гельмонта (1634), осветившие роль воды в питании растений, а также высказывания М. В. Ломоносова (1753) и А. Лавуазье (1761) о воздухе как источнике питательных веществ, вскоре подтвержденные опытами Дж. Пристли, Я. Ингенхауза, Ж. Сенебье и Н. де Соссюра, показавшими, что растения поглощают из воздуха СО2 и выделяют О2 и что это связано с фотосинтезом. Начало изучению круговорота веществ в земледелии было положено в 1830-х годах французским учёным Ж.-Б. Буссенго. Он установил, что клевер и люцерна способны обогащать почву азотом.
Немецкий учёный Ю. Либих (1840 год) создал теорию минерального питания растений, которая сыграла большую роль в развитии представлений о питании растений и о удобрениях.

### В России
Зарождение отечественной агрохимии в 1860—1870 годы связано с Д. И. Менделеевым, который исследовал вопросы питания растений и повышения урожайности сельскохозяйственных культур. Особое внимание Менделеев уделял применению удобрений и использованию питательных веществ подпахотных слоев почвы. Д. И. Менделеев — инициатор изучения в грунтовых условиях эффективности костной муки, суперфосфата и извести.
В 1866 году М. С. Воронин открыл, что азот накапливается в клубеньках, образующихся на корнях растений под влиянием жизнедеятельности микроорганизмов. Немецкий агрохимик Г. Гельригель окончательно установил, что азот воздуха усваивают микроорганизмы, живущие в клубеньках на корнях бобовых растений.
В России развитие агрохимии связано с трудами А. Н. Энгельгардта (1832—1893). С 1870-х годов в своем имении он изучил эффективность минеральных и органических удобрений, в частности роль извести и люпина. В 1888 год опубликовал труд по использованию фосфоритной муки, А. Е. Зайкевича (1888 год) — который предложил строчный способ внесения суперфосфата, П. А. Костычева (1884 год) — автора первого руководства по агрохимии. Большое влияние на развитие агрохимии оказал К. А. Тимирязев. В 1890-х годах по его предложению были построены первые вегетационные домики, в которых ставились опыты по изучению питания растений и их удобрение. Открытие в конце XIX века крупных залежей фосфоритов дало новый толчок развитию агрохимии, была доказана возможность непосредственного применения размолотых фосфоритов как удобрения и использования их для выработки суперфосфата.
Большая заслуга в этом принадлежит Д. Н. Прянишникову (1865—1948) — изучил процессы усвоения растениями аммиачного азота, что позволило организовать промышленное производство аммиачных удобрений и широко их применять в земледелии. Проведенные им исследования фосфоритов способствовали развитию производства фосфорных удобрений. Он выделил взаимосвязь между тремя взаимодействующими факторами: почвой, растением и удобрением, определил роль бобовых культур в азотном балансе, развил учение о плодосменной системе земледелия и севообороте.
Индустриализация и коллективизация страны вызвали необходимость широкой химизации земледелия. Вскоре после революции был создан Комитет по химизации народного хозяйства, в 1919 году — научный институт удобрений, в 1928 году — кафедры агрохимии при ряде высших учебных сельскохозяйственных заведений.
В 1931 году при Всесоюзной академии сельскохозяйственных наук организован Всесоюзный научно-исследовательский институт удобрений, агротехники и агропочвоведения.

## Учебная дисциплина
Учебная дисциплина о химических процессах в почве и растениях, минеральном питании растений, применении удобрений и средств химической мелиорации почв. Включает определение содержания в почвах и растениях химических элементов, белков, аминокислот, витаминов, жиров, углеводов; установление механического и минералогического состава почв, содержания в них органической части (гумуса), солей, водорослей, микроорганизмов и др. Изучает влияние удобрений на растения и почву и включает в себя:
- Предмет, методы и задачи агрохимии. История развития агрохимии. Повышение плодородия почв и оптимизация питания растений.
  - Предмет, методы и задачи агрохимии среди фундаментальных и прикладных наук.
  - История развития. Учения о питании растений и формировании агрохимии как науки.
  - Агрохимия и плодородие почвы.
  - Питание растений
- Виды удобрений, их химический состав и свойства, условия повышения эффективности и методы оптимизации доз их применения.
  - Минеральные удобрения.
  - Органические удобрения, их виды и эффективное использование.
  - Известкование и гипсование почв.
- Научные основы системы применения удобрений.
  - Понятия о системе удобрений и основные положения системы удобрения в севообороте.
  - Система удобрения отдельных культур в севообороте.
- Экологические проблемы и функции агрохимии. Экономическая и энергетическая эффективность использования агрохимических средств.
  - Экологическая оценка агрохимических средств. Пути возможного загрязнения окружающей среды удобрениями.
  - Экологические функции агрохимии.
  - Экономическая и энергетическая эффективность применения удобрений.

## Агрохимическое производство
Агрохимическое производство — производство удобрений — отличается высокой энергоёмкостью. Например, доля газа в структуре себестоимости азотных удобрений доходит до 75 %.
Россия контролирует 8,4 % мирового рынка минеральных удобрений, уступая только Индии, контролирующей 10 % рынка, США (13,1 %) и Китаю (20,6 %). Продукция агрохимии занимает третье место в российском экспорте после продуктов топливно-энергетического и металлургического секторов экономики. В 2005 году Россия произвела на экспорт азотных удобрений на $1,4 млрд, смешанных — $1,3 млрд, калийных — $1,2 млрд.
Основные компании-производители минеральных удобрений в России — Акрон, Еврохим, Фосагро. В Белоруссии — Гомельский химический завод. В Северной Америке — Potash Corporation of Saskatchewan. Международные — Yara.